# مانو فوستر
مانو فوستر (انگلیسی: Manu Fuster؛ زادهٔ ۲۲ اکتبر ۱۹۹۷) بازیکن فوتبال اهل اسپانیا است.
از باشگاه‌هایی که در آن بازی کرده‌است می‌توان به باشگاه فوتبال آلباسته بالومپیه اشاره کرد.